# Diplocalyptis
Diplocalyptis is een geslacht van vlinders van de familie bladrollers (Tortricidae), uit de onderfamilie Tortricinae.

## Soorten
- D. apona Diakonoff, 1976
- D. operosa (Meyrick, 1908)
- D. tennuicula Razowski, 1984